# Ashmun
Ashmun (arabiska أشمون, Ashmūn) är en av de största städerna i guvernementet al-Minufiyya i Egypten. Folkmängden uppgår till cirka 100 000 invånare.